# Каньяс, Хосе
Хосе́ Альбе́рто Ка́ньяс Ру́ис Эрре́ра (исп. José Alberto Cañas Ruiz-Herrera; 27 мая 1987, Херес-де-ла-Фронтера) — испанский футболист, опорный полузащитник.

## Биография
Воспитанник клуба «Реал Бетис». В составе основной команды Хосе дебютировал 3 мая 2009 года в домашнем матче против «Атлетико Мадрид», завершившемся поражением 0:2.
9 января 2013 года было объявлено о том, что Каньяс заключил предварительный контракт с клубом Премьер-лиги «Суонси Сити». Сумма, уплаченная «Бетису» за трансфер Хосе, составила 750 тыс. фунтов. В состав «лебедей» Каньяс официально вошёл 1 июля 2013 года. В конце августа расторг контракт по обоюдному согласию.
31 августа 2014 года перебрался в испанский клуб «Эспаньол» на правах свободного агента.